# Iso-Kontio (sjö i Pieksämäki, Södra Savolax)
Iso-Kontio är en sjö i kommunen Pieksämäki i landskapet Södra Savolax i Finland. Arean är 48 hektar och strandlinjen är 6,62 kilometer lång. Sjön  ingår i Kymmene älvs huvudavrinningsområde.   Den ligger omkring 82 kilometer norr om S:t Michel och omkring 280 kilometer nordöst om Helsingfors. 